# Tschick (Roman)
Tschick ist ein 2010 im Rowohlt Verlag erschienener Jugendroman von Wolfgang Herrndorf.
Er handelt von der ungewöhnlichen Freundschaft zwischen einem 14-Jährigen aus bürgerlichen Verhältnissen und einem jugendlichen Spätaussiedler aus Russland. Das Werk wurde 2011 mit dem Deutschen Jugendliteraturpreis sowie dem Clemens-Brentano-Preis und 2012 mit dem Hans-Fallada-Preis ausgezeichnet. Das in über 25 Ländern erschienene Buch hatte sich bis September 2016 allein in Deutschland über 2 Millionen Mal verkauft.

## Intention
Auf die Frage, warum er mit „Tschick“ einen Jugendroman geschrieben hat, antwortete Wolfgang Herrndorf in einem Gespräch mit der FAZ:

„Ich habe um 2004 herum die Bücher meiner Kindheit und Jugend wieder gelesen, ‚Herr der Fliegen‘, ‚Huckleberry Finn‘, ‚Arthur Gordon Pym‘, ‚Pik reist nach Amerika‘ und so. Um herauszufinden, ob die wirklich so gut waren, wie ich sie in Erinnerung hatte, aber auch, um zu sehen, was ich mit zwölf eigentlich für ein Mensch war. Und dabei habe ich festgestellt, dass alle Lieblingsbücher drei Gemeinsamkeiten hatten: schnelle Eliminierung der erwachsenen Bezugspersonen, große Reise, großes Wasser. Ich habe überlegt, wie man diese drei Dinge in einem halbwegs realistischen Jugendroman unterbringen könnte. Mit dem Floß die Elbe runter schien mir lächerlich; in der Bundesrepublik des einundzwanzigsten Jahrhunderts als Ausreißer auf einem Schiff anheuern: Quark. Nur mit dem Auto fiel mir was ein. Zwei Jungs klauen ein Auto. Da fehlte zwar das Wasser, aber den Plot hatte ich in wenigen Minuten im Kopf zusammen.“

## Handlung

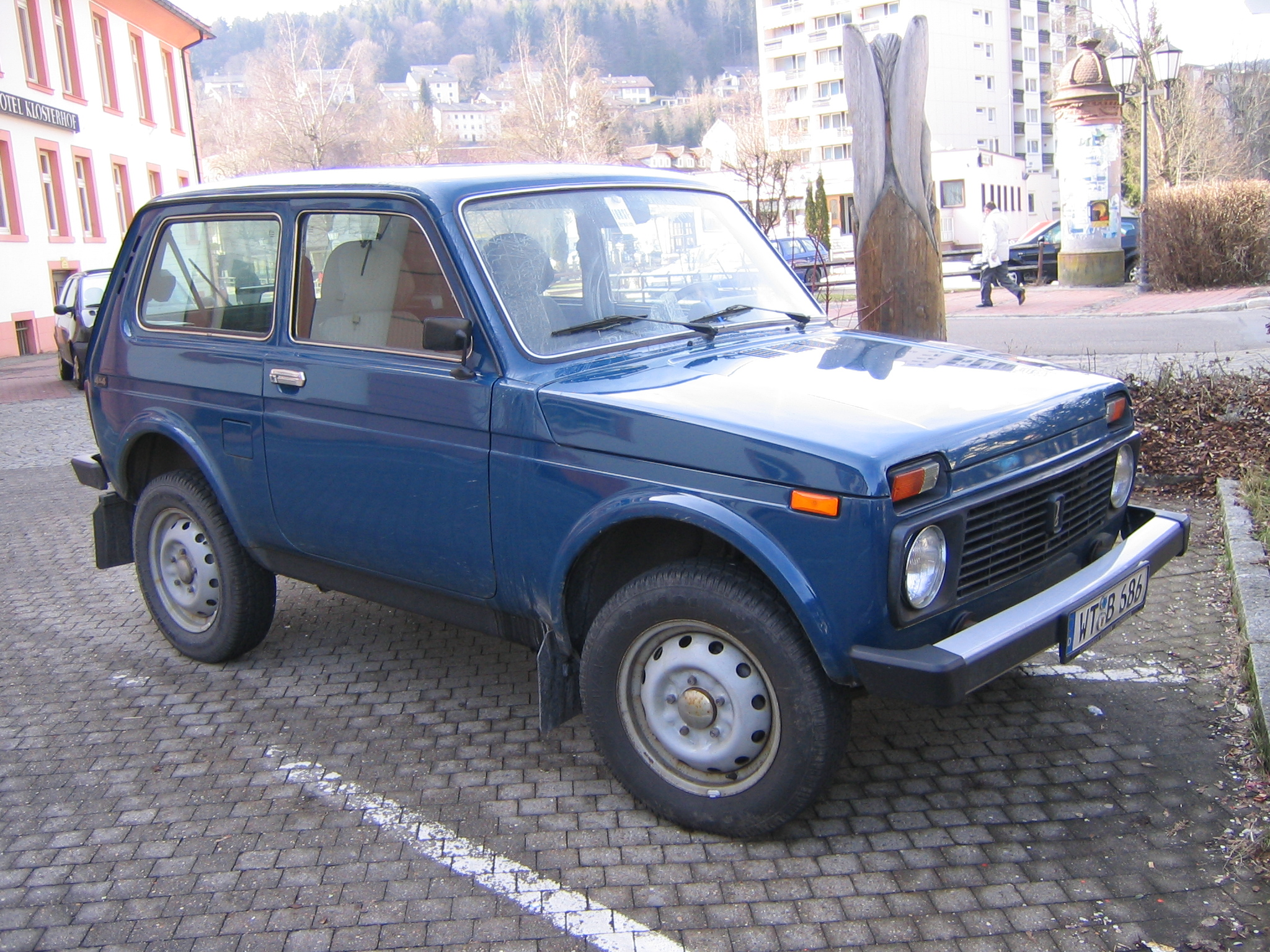
Ein Lada Niva ist das Fahrzeug der beiden Hauptfiguren.

Maik Klingenberg, 14 Jahre alt und aus einem zwar wohlhabenden, aber zerrütteten Elternhaus in Marzahn, einem Stadtteil von Ost-Berlin, ist in seiner Klasse ein Außenseiter. Deshalb wird er zu Beginn der Sommerferien auch nicht zum Geburtstag der Klassenschönheit Tatjana Cosic eingeladen, in die er heimlich verliebt ist. Er gilt einfach als zu langweilig. Eines der wenigen Male, bei dem er in seiner Klasse auffällt, ist der Moment, als er im Deutschunterricht seinen Aufsatz vorliest, in dem er mit frappierender, aber liebevoller Offenheit von seiner alkoholkranken Mutter erzählt. Der Lehrer ist entsetzt, die Klasse lacht und nennt ihn Psycho. Niemand versteht, wie man so ungeschminkt über seine Mutter schreiben kann.
Auch der neue Mitschüler Tschick (eigentlich Andrej Tschichatschow), ein wortkarger russischer Spätaussiedler, der hin und wieder sichtlich betrunken zum Unterricht erscheint, ist ein Außenseiter. Und auch er wird von Tatjanas Geburtstagsparty ausgeschlossen. Maik, der bis zuletzt hofft, doch noch eingeladen zu werden, zeichnet als Geschenk für Tatjana in mühevoller Arbeit mit Bleistift ein Beyoncé-Poster aus einer Zeitschrift ab. Doch der letzte Schultag kommt, ohne dass etwas geschieht. Obendrein wird klar, dass Maiks Mutter mal wieder in die Entzugsklinik muss und sein Vater die Zeit nutzen will, um mit seiner jungen Assistentin in den Urlaub zu fahren. Maik wird die Sommerferien also allein verbringen müssen. Da erscheint plötzlich Tschick mit einem gestohlenen, klapprigen, hellblauen Lada Niva vor der Haustür. Tschick schlägt Maik vor, gemeinsam zu seinem Großvater in die Walachei zu fahren. Obwohl beide nicht genau wissen, wo die eigentlich liegt, sagt Maik nach kurzem Zögern zu, und eine Reise ins Ungewisse beginnt. Zunächst jedoch fahren die beiden noch bei Tatjanas Geburtstagsparty vor, und Maik übergibt ihr, von Tschick ermutigt, das Geschenk, bevor die beiden wieder Gas geben und die verblüfften Partygäste im Rückspiegel zurücklassen.
Landkarten haben sie nicht mitgenommen, so verfahren sie sich bald irgendwo im Wald und landen schließlich in einem kleinen Dorf bei einer konsumkritisch angehauchten Mutter mit fünf Kindern, die nicht nur über eine hervorragende Allgemeinbildung verfügen, sondern sie auch als Gäste an ihrem köstlichen Öko-Mittagessen im Garten teilnehmen lassen. Auf ihrer weiteren Odyssee kreuz und quer durch den wilden deutschen Osten treffen sie später, als sie auf einer Müllkippe nach einem Schlauch suchen, um Diesel für ihren Lada aus anderen Wagen abzuzapfen, auf die burschikose Isa Schmidt, ein gleichaltriges Mädchen, das ihnen nicht nur zeigt, wo man das Gesuchte findet, sondern auch, wie man damit umgeht. Isa möchte nach Prag, um dort ihre Halbschwester zu besuchen, und muss nun, obwohl völlig verdreckt und so bestialisch stinkend, dass es die Jungen kaum aushalten können, wohl oder übel von den beiden mitgenommen werden.
An einem Stausee angekommen, werfen sie Isa kurzerhand ins Wasser, damit sie sich waschen und ihren Gestank loswerden kann. Freimütig wirft sie ihre alten Klamotten weg, reinigt sich gründlich und zieht sich anschließend ein paar von Maiks Kleidungsstücken über. Als dieser ihr dann auch noch die Haare schneiden soll, entdeckt er bei dieser Gelegenheit nicht nur ihren wohlgeformten nackten Oberkörper, sondern auch, dass seine alte Liebe zu Tatjana allmählich zu verblassen beginnt. Am nächsten Morgen beschließen die drei, den nächsten Berg zu besteigen. Auf dem Gipfel genießen sie die herrliche Natur und romantische Stimmung. Sie finden eine Holzhütte und Tschick schnitzt ihre Initialen in das Holz, daraufhin geloben sie, sich dort oben in genau 50 Jahren wieder zu treffen.
Als sie absteigen und auf dem Parkplatz gerade ein Reisebus hält, glaubt Isa mit dem Bus besser als mit dem alten Lada nach Prag kommen zu können. Sie borgt sich von Maik kurzerhand das nötige Fahrgeld von 30 € und lässt die beiden allein weiterfahren. Sie landen am Krater eines riesigen Braunkohleabbaugebiets und treffen auf den letzten dort verbliebenen, offenbar senilen Einwohner Horst Fricke, der sie zur Begrüßung mit seinem Luftgewehr beschießt, dann aber auf eine Limonade einlädt und ihnen von seinen tragischen Verlusten (z. B. seiner Liebe) und traumatischen Erfahrungen im KZ und an der Ostfront erzählt. Zum Abschied nötigt er ihnen ein geheimnisvolles, kleines Fläschchen mit einer angeblich lebensrettenden Flüssigkeit auf, die nur im äußersten Notfall benutzt werden sollte. Als die beiden im Auto sitzen, öffnet Tschick das Fläschchen mit der Flüssigkeit, die, wie es sich herausstellt, übelriechend ist. Deswegen wirft Tschick sie kurzerhand aus dem Fenster des Ladas. Als sie ihre Fahrt schließlich auf kleinen Nebenstraßen fortsetzen können, entdecken sie von einem Hügel aus plötzlich die Autobahn neben sich. Beim Versuch, vom Abhang auf die Autobahn zu gelangen, überschlagen sie sich mehrmals, und ihr Lada bleibt mit den Rädern nach oben liegen. Eine zufällig in ihrem 5er BMW vorüberfahrende Sprachtherapeutin, die Tschick beim Versuch, Hilfe zu leisten, ihren Feuerlöscher auf den Fuß fallen lässt und ihn dabei schwer verletzt, bringt sie ins nächste Krankenhaus, wo Tschick ein Gipsbein erhält. Vom Krankenhauszimmerfenster aus beobachten die beiden, wie ein Abschleppfahrzeug ihren Lada, der auf einem Feld direkt gegenüber dem Krankenhaus liegt, wieder aufrichtet, dann jedoch stehenlässt und davonfährt. Erneut zur Flucht entschlossen, schleppen sich die beiden hinüber zu ihrem schrottreifen Fahrzeug. Da Tschick mit seinem Gipsbein nicht mehr fahren kann, muss nun Maik ans Steuer. Tschick gibt ihm die nötigen technischen Instruktionen. Nebenbei offenbart er seinem Freund, dass er schwul ist, aber Maik nicht sein Typ sei. Bald schon endet ihre Reise in einem gefährlichen Auffahrunfall, da der Fahrer eines Viehtransports sie nicht überholen lassen will, dabei ins Schleudern gerät, umkippt und quer auf der Fahrbahn liegenbleibt. Nach einem gründlichen Verhör auf der Polizeiwache kommt es zu einer Gerichtsverhandlung, bei der Maik – entgegen den mit Drohungen unterlegten Ratschlägen seines Vaters – seine Beteiligung zwar ungeschönt zugibt, Tschick aber alle „Schuld“ auf sich nimmt. Maik wird zur Ableistung einer gemeinnützigen Arbeit, Tschick zum Verbleib in dem Heim, in das man ihn nach ihrer Reise gebracht hat, verurteilt.
Der Roman endet mit dem Wiederbeginn der Schule und nimmt seine Anfangsmotive wieder auf: 1) Die schöne Tatjana interessiert sich plötzlich für Maiks Abenteuer und sorgt mit ihrem Interesse dafür, dass seine Geschichte in Kurzform die gesamte Klasse erreicht. 2) Isa schreibt ihm einen Brief und will ihn demnächst in Berlin besuchen, das geliehene Geld zurückbringen und die versäumten Küsse nachholen. 3) Maiks gewalttätiger Vater hat die Familie endgültig verlassen. Am wichtigsten aber: 4) Tschicks vierwöchige Kontaktsperre ist demnächst abgelaufen, und Maik darf ihn bald im Heim besuchen. Da stört es ihn auch nicht weiter, dass die Mutter, immer noch alkoholabhängig, gerade dabei ist, ihr gesamtes Mobiliar im hauseigenen Swimmingpool zu versenken. Im Gegenteil, Mutter und Sohn tauchen gemeinsam unter, hocken sich auf den Grund des Beckens, halten die Luft an, blicken nach oben und freuen sich über die zwei von den Nachbarn alarmierten Polizisten, die sich ratlos über die blubbernde Wasseroberfläche beugen.

## Charaktere

### Maik Klingenberg
Maik Klingenberg ist einer der beiden Protagonisten und Erzähler des Romans. Er ist ein vierzehnjähriger Junge, der mit seinen Eltern wohlhabend in einer Villa in Berlin-Marzahn wohnt. Seine Mutter ist Alkoholikerin und muss gelegentlich in eine Entzugsklinik fahren, welche euphemistisch „Beautyfarm“ genannt wird. Trotz der schwierigen Situation seiner Mutter liebt er sie. Sein Vater, Josef Klingenberg, hat sein Vermögen als leitender Bauunternehmer aufgrund von Tierschutzorganisationen verloren und sich anschließend von seiner Familie distanziert. Maik besucht das Hagecius-Gymnasium in Berlin, findet aber aufgrund seiner Unbeliebtheit nicht die richtigen Freunde. Das spiegelt sich in seinem Spitznamen „Psycho“ wider. Er selbst bezeichnet sich als „den größten Langweiler und Feigling“. Später stellt sich heraus, dass Paul und Tschick zu seinen Freunden zählen, wobei Paul als ehemaliger Freund gesehen werden kann. Um Beliebtheit und Ansehen bei seinen Klassenkameraden und vor allem bei den Mädchen zu gewinnen, setzt er auf sein Talent im Hochsprung. Hierbei gilt seine große Liebe Tatjana. Ein weiteres Talent Maiks ist Zeichnen. Er entschließt sich ein Bild von Beyoncé zu malen und es Tatjana auf ihrer Geburtstagsfeier, auf die er nicht eingeladen wurde, zu schenken. Tatjana ist aber nicht seine einzige Liebe. Im späteren Verlauf des Buchs lernt Maik ein Mädchen namens Isa kennen, die sich zu einer Freundin entwickelt. Als Isa ihm körperlich näher kommen möchte, lehnt es Maik schüchtern ab. Dennoch liebt er Isa und muss sich zwischen Isa und Tatjana entscheiden.
Maik entwickelt sich im Verlauf der Geschichte von einem eher zurückhaltenden Jungen, der in seiner Klasse nicht beliebt ist, zu einem aktiveren, selbstbewusst auftretenden Menschen. Seine Begegnung mit Tschick trägt maßgeblich dazu bei.

### Andrej Tschichatschow (Tschick)
Tschick ist die weitere Hauptfigur. Tschick ist ein neuer Schüler in der Klasse, der aus Russland eingewandert ist. Sein wirklicher Name ist Andrej Tschichatschow.
Tschick ist vierzehn Jahre alt, aber Maik findet, er sieht älter aus. Er kommt aus Russland, genauer aus Rostow. Er lebt mit seinem Bruder seit vier Jahren in Berlin. Nachdem er nach Deutschland gekommen war, besuchte er erst die Förderschule, danach die Hauptschule, darauffolgend für ein Jahr die Realschule und nun die achte Klasse des Hagecius-Gymnasiums in Berlin. Er kommt aus einer deutschstämmigen Familie, aber seine Muttersprache ist Russisch. Er hat die deutsche Sprache in Deutschland gelernt. Deswegen hat er einen seltsamen Akzent.
Tschick ist mittelgroß, hat „Schlitzaugen“, sehr hohe Wangenknochen, einen kantigen Schädel, kräftige Unterarme und dünne Beine. Er hat eine große Narbe auf seinen Armen. Er trägt ein schmuddeliges weißes Hemd, eine 10-€-Jeans von Kik und unförmige Schuhe.
Als Tschick als Neuer in die Klasse kommt, zeigt er sich unbeteiligt. Er kaut oft Pfefferminzkaugummi im Unterricht, weil er den Geruch von Alkohol überdecken will. Obwohl er Alkohol trinkt, bekommt er manchmal gute Noten. Tschick wird wie Maik zu Tatjanas Geburtstag nicht eingeladen, weil er nicht angesehen ist. Tschick ist einerseits diskret und unbeteiligt in der Schule und anderseits ist er offen zu Maik und interessiert sich für eine Freundschaft mit ihm. Obwohl die anderen ihn wegen seines Alkoholkonsums, seines Verhaltens und seiner Herkunft „Asi“ nennen, ist es ihm egal, was sie von ihm denken. Am Ende des Buches verrät er Maik, dass er schwul ist.

## Form
Die Handlung wird aus Maiks Perspektive erzählt und beginnt auf der Polizeistation, die das Ende der gemeinsamen Reise vorwegnimmt. Den abenteuerlichen Weg dorthin lässt Herrndorf seinen Protagonisten in einer langen Rückblende und in der Art eines Roadmovie erzählen, dessen Episoden etwa eine Woche umfassen.

## Kritiken
„Herrndorf schafft es mit einer wundervoll austarierten einfachen Sprache, die unaufdringlich auf einen real abgelauschten Jugendjargon anspielt, ihn aber nicht naturalistisch kopiert, seine Welt ins Schräge zu drehen und so jung erscheinen zu lassen wie seine Protagonisten. […] Ein Resümee, das Maik, der Ich-Erzähler, gegen Ende zieht, lautet: ,Die Welt ist schlecht, und der Mensch ist auch schlecht. Trau keinem, geh nicht mit Fremden und so weiter. Das hatten mir meine Eltern erzählt, das hatten mir meine Lehrer erzählt, und das Fernsehen erzählte es auch. Wenn man Nachrichten kuckte: Der Mensch ist schlecht. Wenn man Spiegel TV guckte: Der Mensch ist schlecht. Und vielleicht stimmte das ja auch, und der Mensch war zu 99 Prozent schlecht. Aber das Seltsame war, dass Tschick und ich auf unserer Reise fast ausschließlich dem einen Prozent begegneten, das nicht schlecht war.‘“

„Am erstaunlichsten ist, wie Wolfgang Herrndorf seinen Helden aufs Maul zu schauen vermag, wie er ihre Sprache spricht: eben die von zwei pubertierenden Jugendlichen […], ohne dass es je aufdringlich oder peinlich wird. Da stimmen die Dialoge, da ist Maik der überzeugend junge Erzähler, dem der Autor mit seinem Wissen- und Erfahrungsvorsprung nie in die Quere kommt. ,Authentisch‘ wäre das richtige Wort, würde es nicht verdecken, dass Herrndorf ein großer Stilist ist und ein blendend aufgelegter Stoffgestalter sowieso.“

„[Herrndorf] verfügt […] über die seltene Gabe, mit authentischer, roher Figurensprache, mit Jugendslang und knappem Wortschatz umstandslos, rasant, aber vor allem zart die Wirklichkeit fremder Welten zu transportieren.“

„In 50 Jahren wird dies noch ein Roman sein, den wir lesen wollen. Aber besser, man fängt gleich damit an.“

## Bearbeitungen
- Tschick erschien im Argon Verlag als Hörbuch[7], gelesen von Hanno Koffler, auf 4 CDs (Gesamtspielzeit ca. 5 Stunden)[8] und als Hörspielfassung des NDR auf 2 CDs, Regie: Iris Drögekamp (Gesamtspielzeit 84 Minuten).
- Die Bühnenfassung[9] von Tschick, bearbeitet von Robert Koall, wurde am 19. November 2011 am Staatsschauspiel Dresden im Kleinen Haus unter der Regie von Jan Gehler uraufgeführt und ist bis heute im Repertoire. Darsteller sind Benjamin Pauquet, Sebastian Wendelin und Lea Ruckpaul.[10]
- In der Saison 2012/2013 war Tschick mit 764 Aufführungen das meistgespielte Stück an allen deutschen Bühnen. In 29 Inszenierungen kamen 99000 Besucher.[11]
- 2013 erschien Tschick im Spaß am Lesen Verlag in Einfacher Sprache (Übertragung von Andreas Lindemann). Wolfgang Herrndorf hatte sich kurz vor seinem Tod persönlich für diese Bearbeitung eingesetzt.[12][13]
- 2014 erschien als Fortsetzung von Tschick posthum ein Romanfragment von Wolfgang Herrndorf:

Bilder deiner großen Liebe: Ein unvollendeter Roman. Herausgegeben von Marcus Gärtner und Kathrin Passig. Rowohlt, Berlin 2014, ISBN 978-3-87134-791-7.
- Mit dem Drehbuch zu einer Verfilmung von Tschick hatte Herrndorf vor seinem Tod Lars Hubrich beauftragt. Als Regisseur stieg zunächst David Wnendt in das Projekt ein, wurde aber im Juli 2015 durch Fatih Akin ersetzt. Die Hauptrollen werden von Tristan Göbel als Maik, Anand Batbileg als Tschick und Nicole Mercedes Müller als Isa verkörpert. Die Dreharbeiten begannen im Herbst 2015, der Kinostart war am 15. September 2016.[14]
- Am 18. März 2017 wurde eine Opernversion mit der Musik des Komponisten Ludger Vollmer in der Regie von Roman Hovenbitzer und unter der musikalischen Leitung des Dirigenten Florian Ludwig am Theater Hagen uraufgeführt.[15]
- Seit 7. März 2024 gibt es das interaktive, multimediale Web-Angebot Tschickucation[16]. Die Website geht zurück auf eine Initiative der Familie Herrndorf und sammelt Materialien zum Roman.[17]

## Ausgaben
- Wolfgang Herrndorf: Tschick. Rowohlt Berlin, Berlin 2010, ISBN 978-3-87134-710-8.
- als Taschenbuch: rororo 21651 rororo Rotfuchs, Rowohlt, Reinbek bei Hamburg 2012, ISBN 978-3-499-21651-0; als bibliophile Sonderausgabe: rororo 25991, ISBN 978-3-499-25991-3; mit einem Anhang zum Film: Rowohlt, Reinbek bei Hamburg 2016, ISBN 978-3-499-27257-8; Neuausgabe: Rowohlt Berlin, Berlin 2020, ISBN 978-3-7371-0100-4.
- Wolfgang Herrndorf: Tschick in Einfacher Sprache. Text in Einfacher Sprache von Andreas Lindemann. Münster: Spaß am Lesen Verlag 2013. ISBN 978-3-944668-03-1.
- als Hörbuch auf 4 CDs (297 Minuten): gelesen von Hanno Koffler, Regie: Vera Teichmann. Redaktion: Lena Lindenbauer, Argon, Berlin 2010 / 2012, ISBN 978-3-8398-9126-1.
- als Hörspiel auf 2 CDs (84 Minuten): von NDR Studio Hamburg, Bearbeitung: Norbert Schaeffer. Regie: Iris Drögekamp. Sprecher: Julian Greis, Constantin von Jascheroff, Effi Rabsilber u. a., Argon, Berlin 2011, ISBN 978-3-8398-9081-3.

## Hochschularbeiten
- Anna Stemmann: Räume der Adoleszenz. Deutschsprachige Jugendliteratur der Gegenwart in topographischer Perspektive. Metzler, Berlin 2019. [Studien zu Kinder- und Jugendliteratur und -medien, Bd. 4], ISBN 978-3-476-05114-1 (Dissertation Frankfurt am Main 2018, 216 Seiten).
- Stefan Born: Allgemeinliterarische Adoleszenzromane : Untersuchungen zu Herrndorf, Regener, Strunk, Kehlmann und anderen Winter, Heidelberg 2015, ISBN 978-3-8253-6407-6 (Dissertation Mainz 2014, 338 Seiten).
- Klaus Maiwald: Literarische Qualität und (Re-)Konstruktion gesellschaftlicher Wirklichkeiten in der neueren deutschen Kinder- und Jugendliteratur: aufgezeigt an Romanen von A. Steinhöfel, M. Wildner und W. Herrndorf Volltext online (PDF, kostenfrei, 18 Seiten, 229 KB).